# Hypanus say
Hypanus say es una especie de pez de la familia Dasyatidae en el orden de los Rajiformes.

## Morfología
Los machos pueden llegar alcanzar los 100 cm de longitud total.

## Reproducción
Es ovíparo.

## Alimentación
Come peces, almejas, gusanos y gambas.

## Depredadores
En los Estados Unidos es depredado por Carcharhinus leucas 

## Hábitat
Es un pez de mar y de clima subtropical 45°N-28°S, 95°W-33°W) y demersal que vive entre 1-10 m de profundidad

## Distribución geográfica
Se encuentra en el Océano Atlántico occidental: desde Nueva Jersey, Massachusetts (más raramente) y el norte del Golfo de México hasta la Argentina, incluyendo las Indias Occidentales y Antillas.

## Observaciones
Causa lesiones a los bañistas.